# 北村彦樹
北村 彦樹（きたむら げんき、1992年11月4日 - ）は、日本のラグビー選手。

## プロフィール
- 東京都足立区出身[1]。
- ポジションはフッカー(HO)。
- 身長 180cm、体重 102kg

## 略歴
小学6年生からラグビーを始めた。
2011年、常総学院高校卒業後、中央大学に入る。なお常総学院高校時代、花園に出場したことがある。
2015年、中央大学卒業後、三菱重工相模原ダイナボアーズに加入。
2019年、三菱重工相模原ダイナボアーズを退団した。